# Pusztai Ferenc (tervezőmérnök)
Pusztai Ferenc (Pestszenterzsébet, 1923. november 25. – Budapest, 1999. június 6.) magyar tervezőmérnök.

## Élete
Munkáscsaládból származott, édesapja művezető volt. Az elemi iskolát a Kén utcában végezte.
Középiskolái a Eötvös József Főreál Gimnázium (1933–1938), majd a Vörösmarty Gimnázium (1938–1942) volt. Ezután felvételt nyert a Magyar kir. József nádor Műegyetemre a Gépészmérnöki karra (1942–1944). 1944 őszén, a Műegyetem kitelepítése után Drezdába került, itt diplomázott. Ezt követően 1946-ban hazatért Magyarországra. Magánpraxist alapított, melynek fő profilja a Csillagvizsgáló Intézet műszereinek javítása volt. A kényszerű államosítás után – kapcsolatai révén – az állami földmérés átszervezése után az OFI-nál kapott állást. A folyamatos átalakulás során mindig ezen a területen dolgozott: Geodéziai Kartográfiai Intézet, BGTV; az utóbbi intézménynél mint laboratóriumi vezető. Ezek a cégek MOM műszereket használtak, így került szoros kapcsolatba a céggel, ahol az 1956-os disszidálások miatt tervezői státuszok maradtak betöltetlenül. 1957-ben helyezték át a nagy tradíciójú budai céghez. 1960-tól, nyugdíjazásáig geodéziai főkonstruktőrként dolgozott.

## Alkotásai
- A MOM-ban először TE-D1, Ni-B1 műszerek tervezésébe kapcsolódott be.
- 1960-ban megbízást kapott a giroteodolit fejlesztésére. A nullszéria 1962 készült el. A műszer a MOM egyik legsikeresebb termékcsaládja lett. Számos műszaki paramétere alapján világszínvonalú minősítése -nem túlzás- napjainkban is kiemelkedő, követendő alkotásnak számít.

## Díjai
- 1958 – Brüsszeli Világkiállítás nagydíja (Grand Prix); a TE-D1, Ni-B1 termékekért.
- 1963 – Kossuth-díj a giroteodolit fejlesztéséért.
- 1978 – Akadémiai Díj
- Birtokosa a Kiváló Feltaláló-díj-nak is.

## Külső hivatkozások
- Emlékezés Pusztai Ferenc főkonstruktőrre 80. születésnapján (Geodézia és Kartográfia)
- Giroteodolitok használata a budapesti 4-es metró alapponthálozatánál (Diplomammunka kivonat; Geodézia és kartográfia)
- Antal Ákos: Pörgettyűs teodolitok fejlesztése a Magyar Optikai Műveknél (Historia Scientiarum 20/2022, 1-14. o., ISSN 2602-0475)